# Buckethead
Buckethead, vlastním jménem Brian Carroll (* 13. května 1969, Kalifornie) je avantgardní americký hudební skladatel a kytarista. Jeho charakteristickým znakem je bílá maska na tváři a kýbl od kuřecích kousků z KFC na hlavě, které nosí při všech svých koncertech. Buckethead nahrál několik sólových alb a spolupracoval s mnoha známými umělci jako jsou Les Claypool, Tony Williams, Bootsy Collins, Serj Tankian, nebo Bill Laswell a kapela Praxis. V letech 2000–2004 byl Buckethead členem Guns N' Roses.

## Diskografie

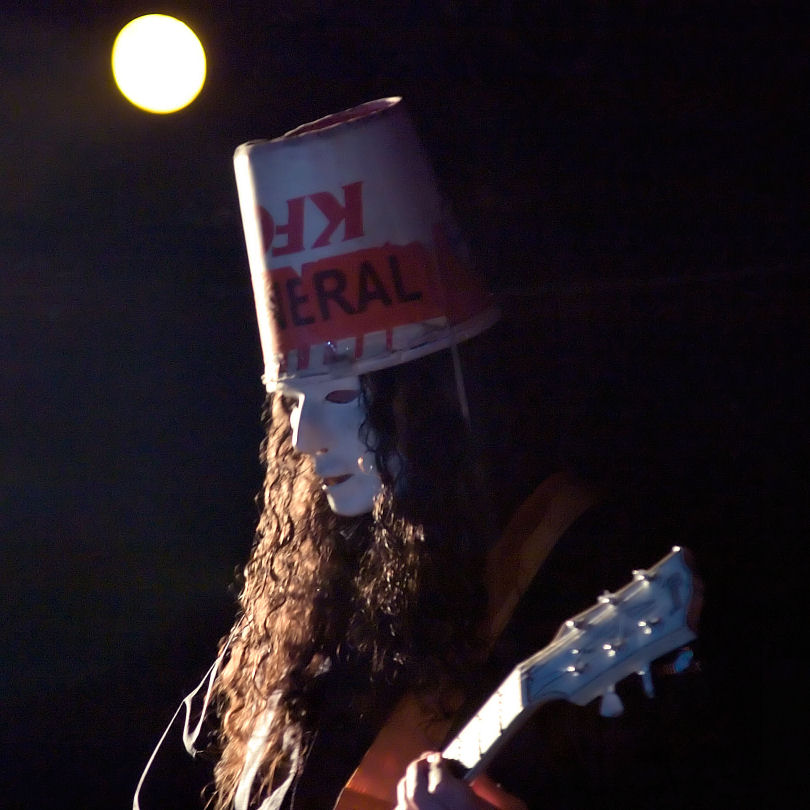
Buckethead

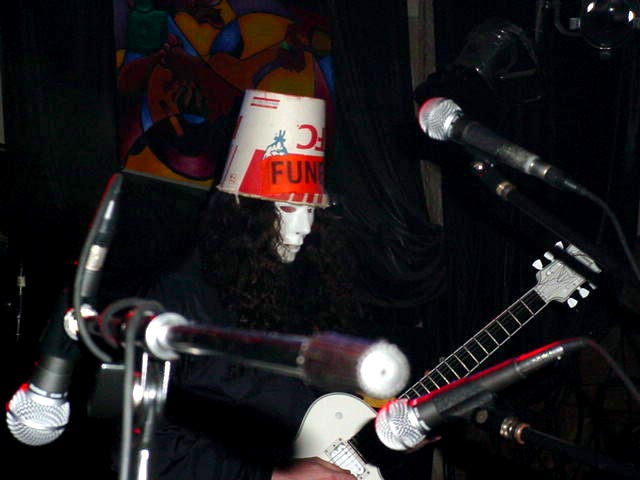
Buckethead

### Buckethead
- 1992: Bucketheadland
- 1994: Giant Robot
- 1996: The Day of the Robot
- 1998: Colma
- 1999: Monsters and Robots
- 2001: Somewhere Over the Slaughterhouse
- 2002: unnel Weaver
- 2002: Bermuda Triangle
- 2002: Electric Tears
- 2003: Bucketheadland 2
- 2004: Island of Lost Minds
- 2004: Population Override
- 2004: The Cuckoo Clocks of Hell
- 2005: Enter the Chicken
- 2005: Kaleidoscalp
- 2005: Inbred Mountain
- 2006: The Elephant Man's Alarm Clock
- 2006: Crime Slunk Scene
- 2007: Pepper's Ghost
- 2007: Decoding the Tomb of Bansheebot
- 2007: Cyborg Slunks
- 2008: Albino Slug
- 2009: Slaughterhouse on the Prairie
- 2009: A Real Diamond in the Rough
- 2009: Forensic Follies
- 2009: Needle in a Slunk Stack
- 2010: Shadows Between the Sky
- 2010: Spinal Clock
- 2010: Captain Eo's Voyage
- 2012: Electric Sea
- 2012: Balloon Cement
- 2012: The Shores of Molokai
- 2012: Racks
- 2012: March of the Slunks
- 2012: The Silent Picture Book

Speciální alba
- 2007: In Search of The
- 2007: Acoustic Shards
- 2007: Bucketheadland Blueprints
- 2008: From the Coop

EP
- 2001: KFC Skin Piles

Buckethead Pikes
- 2011: It's Alive
- 2011: Empty Space
- 2010: 3 Foot Clearance
- 2011: Underground Chamber
- 2011: Look Up There

### Cobra Strike
- 13th Scroll 1999
- Y Y+B X+Y <hold> ← 2000

### Colonel Claypool's Bucket of Bernie Brains
- The Big Eyeball in the Sky 2004

### Cornbugs
- Spot the Psycho 1999
- Cemetery Pinch 2001
- How Now Brown Cow 2001
- Brain Circus 2004
- Donkey Town 2004

### Death Cube K
- Dreamatorium 1994
- Disembodied 1997
- Tunnel 1999

### The Deli Creeps
- Demo 1991
- Demo 1996
- Self Released
- Dawn of the Deli Creeps 2005

### El Stew
- No Hesitation 1999
- The Rehearsal 2003

### Giant Robot
- Giant Robot 1996

### Gorgone
- Gorgone 2005

### Guns N' Roses
- Chinese Democracy 2007

### Jonas HellborgiMichael Shrieve
- Octave of the Holy Innocents 1995

### Pieces
- I Need 5 Minutes Alone 1997

### Praxis
- Transmutation 1992
- Sacrifist 1994
- Metatron 1994
- Transmutation Live 1997
- Live in Poland 1997
- Collection 1998
- Warszawa 1999
- Profanation (niewydana) 2006

### Primus
- Videoplasty
- Animals Should Not Try To Act Like People

### Thanatopsis
- Thanatopsis 2001
- Axiology 2003

### Zillatron
- Lord of the Harvest 1994